# Филип Бейкър Хол
Филип Бейкър Хол (на английски: Philip Baker Hall) е американски актьор.
Участва в няколко филма на Пол Томас Андерсън – „Сидни“, „Буги нощи“ и „Магнолия“. Номиниран е за наградата „Независим дух“ за главна мъжка роля за „Сидни“. Има също така и 2 номинации от Гилдията на киноактьорите.
Известен е и ролите си в някои сериали. Една от най-запомнящите му се роли е на лейтенант Джо Букман в „Сайнфелд“.

## Образование
Ражда се в Толидо, щата Охайо. Майка му е Алис Бърдийн (по баща Макдоналд). Баща му Уилям Александър Хол е работник във фабрика в Монтгомъри, Алабама.
Посещава университета в Толидо. Служи в Германия като преводач в армията на САЩ и като гимназиален учител.

## Кариера
След филмовия си дебют „Страхливци“ се присъединява към Театралния център на Лос Анджелис. Първата му телевизионна роля е в епизод на Good Times. Участва като гост в епизодите на M*A*S*H и Man from Atlantis. Има над 200 гостуващи роли от 1977 г. до края на живота си.
Играе Ричард Никсън във филма Secret Honor и повтаря ролята си, която е създал по време на оригиналното излъчване на пиесата извън Бродуей. Критикът Роджър Ебърт казва за Хол и филма: „Никсън е изигран от Филип Бейкър Хол, непознат досега за мен актьор с такава дива интензивност, такава страст, такава отрова, такъв скандал, че не можем да се отвърнем. Хол изглежда малко като истинския Никсън; той може да е братовчед и звучи малко като него. Това е достатъчно близо. Това не е имитация, това е представление."

## Филмография
- Забриски пойнт (1970)
- Военнополева болница (сериал) (1977)
- Среднощно препускане (1988)
- Ловци на духове 2 (1989)
- Матлок (1990)
- Убийство по сценарий (1991)
- Сайнфелд (1991)
- Бар Наздраве (1993)
- Чикаго Хоуп (1994)
- Скалата (1996)
- Буги нощи (1997)
- На гости на третата планета (1997)
- Адвокатите (1997)
- Шоуто на Труман (1998)
- Обществен враг (1998)
- Психо (1998)
- Вътрешен човек (1999)
- Магнолия (1999)
- Талантливият мистър Рипли (1999)
- Извънредни директиви (2000)
- Претендентът (2000)
- Беглецът (2000)
- Всички страхове (2002)
- Безследно изчезнали (2002)
- Догвил (2003)
- Всемогъщият Брус (2003)
- В добра компания (2004)
- Адвокатите от Бостън (2004)
- Монк (2004)
- Ужасът в Амитивил (2005)
- Зодиак (2007)
- Час пик 3 (2007)
- Осмо чувство (2008)
- Модерно семейство (2011)
- Пингвините на Мистър Попър (2011)
- Хора като нас (2012)
- Арго (2012)
- Нюзрум (2012)
- Госпожо Държавен секретар (2015)